# حركة وطنية
الحركة الوطنية في الولايات المتحدة هي مصطلح يستخدم لوصف تكتل من الحركات السياسية الشعبوية والقومية اليمينية غير الموحدة، وأبرزها الميليشيات المسلحة اليمينية المتطرفة، وحركة المواطن المستقل، والمحتجين على الضرائب. وغالبًا ما تركز الأيديولوجيات التي تتبناها مجموعات الحركة الوطنية على نظريات المؤامرة المناهضة للحكومة، كما يصف مركز قانون الحاجة الجنوبي معتقدًا عامًا لدى الحركة «يحتقر الحكومة الفيدرالية و/أو يشكك في شرعيتها». وقد ظهرت الحركة لأول مرة في عام 1994 ردًا على ما اعتبره الأعضاء «قمعًا حكوميًا عنيفًا» للجماعات المعارضة، إلى جانب زيادة السيطرة على الأسلحة، وإدارة كلينتون.
ارتكبت عدة مجموعات داخل الحركة الوطنية أعمال عنف أو أيدتها، حيث وصفت وكالات إنفاذ القانون الأمريكية بعض المجموعات بأنها «خطيرة وواهمة وعنيفة في بعض الأحيان». وقد لاحظت رابطة مكافحة التشهير والانتساب العلمي الأمريكي أن المجموعات في كثير من الأحيان لديهم صلات بمعتقد سيادة البيض، ومع ذلك تقلصت صلاتهم به بمرور الوقت بسبب ضمهم مؤخرًا لأعضاء من غير البيض. وتشمل الأحداث الكبرى في أمريكا التي تثير قلق الحركة الوطنية أو تلهمها حصار روبي ريدج عام 1992، وحصار واكو عام 1993، وتفجير مدينة أوكلاهوما عام 1995. ووجد مركز قانون الحاجة الجنوبي (إس بّي إل سي) أن التراجع الاقتصادي وترشيح باراك أوباما في عام 2008 تسبب في «عودة الحركة بقوة»، بعد انخفاضها من 800 مجموعة في عام 1996 إلى أقل من 150 مجموعة في عام 2000.

## التاريخ
يعيد مؤرخو الحركة الوطنية أصولها إلى الأزمة الزراعية الأمريكية في الثمانينيات من القرن العشرين. ومع تضافر سياسات مختلفة لدفع المزارعين إلى الغرق في الديون، أشركت المجموعات الموجودة على هامش السياسة الأمريكية المجتمعات الريفية في مجموعة من أدبيات نظرية المؤامرة التي استندت إلى التقاليد الحالية لمعاداة السامية والأهلانية وفكر المحافظين الأصليين. كان تجمعا بوسي كوميتاتوس وليبرتي لوبي والسياسي ليندون لاروش بارزين في هذه الحملات التي شكلت أيديولوجية الحركة التي ظهرت. وفي أوائل تسعينيات القرن العشرين شهدت الحركة الوطنية طفرة في النمو حفزتها المواجهات في روبي ريدج وواكو. وجرى تنفيذ تفجير مدينة أوكلاهوما عام 1995 من قبل اثنين من أعضاء الحركة الوطنية هما تيموثي مك فاي وتيري نيكولز. وخلال التسعينيات أيضًا جرى تنظيم الحركة باستخدام «عروض الأسلحة والإنترنت». وكانت الحركة نشطة للغاية في منتصف التسعينيات ووصلت ذروتها في عام 1996، وضمت نحو 800 مجموعة منفصلة. وشهدت انخفاضًا في أواخر تسعينيات القرن العشرين.
في عام 2009 أعرب مركز قانون الحاجة الجنوبي عن قلقه بشأن عودة الحركة الوطنية، وأصدرت وزارة الأمن الداخلي تقريرًا يحذر من تزايد «التطرف اليميني». وقد أرجع مركز قانون الحاجة الجنوبي هذا النمو إلى «رد الفعل العنيف ضد هجرة غير البيض والانهيار الاقتصادي ورئاسة باراك أوباما». وأفادت عن نمو المجموعات الوطنية بزيادة من 149 في عام 2008 إلى 824 مجموعة في عام 2010، ثم إلى 1.274 مجموعة في عام 2011، ولتصل إلى 1.360 في عام 2012. ووفقًا لمركز قانون الحاجة الجنوبي «يبدو أن النمو الهائل كان مدفوعًا بانتخاب أول رئيس أسود لنا والخسارة الوشيكة للأغلبية البيضاء التي يمثلها في الولايات المتحدة، والدافع الآخر هو انهيار الاقتصاد، الذي تزامن تمامًا مع صعود السلطة الوطنية للرئيس أوباما».
وجد مركز قانون الحاجة الجنوبي أنه على الرغم من أن «هناك العديد من الأشخاص» في الحركة الوطنية «لا يشاركون في أنشطة غير قانونية» لكنهم يشاركون في «تطبيع نظريات المؤامرة» - مثل الاعتقاد بأن الوكالة الفيدرالية لإدارة الطوارئ (إف أي إم إيه) تبني معسكرات اعتقال؛ وشائعات عن خطط سرية من قبل المكسيك لاستعادة جنوب غرب الولايات المتحدة؛ كما القلق من أن تصبح الشريعة الإسلامية جزءًا من نظام المحاكم الأمريكية – وهذا لعب دورًا في نمو هذه الجماعات. وقد نفذ عضو متطرف في الحركة الوطنية ضد الإجهاض جريمة اغتيال جورج تيلر عام 2009، كما أعرب بعض المتطرفين داخل الحركة عن دعمهم للهجوم الانتحاري لطائرة جوزيف ستاك عام 2010 في مكتب دائرة الإيرادات الداخلية. وكانت الحركة مرتبطة وتلقت تعزيزًا لمكانتها من مواجهة بوندي عام 2014 واحتلال محمية مالهير الوطنية للحياة البرية عام 2016. وقتل عضوان من الحركة هما جيراد ميلر وأماندا ميلر ضابطي شرطة ومدنيًا خلال عملية إطلاق نار عنيفة في لاس فيغاس بعد مغادرة مواجهة بوندي؛ وثبتا رسالة على أحد ضحاياهما كتبا فيها «هذه بداية الثورة».